# Дир-Азиз
Дир-Азиз (иврит: דֵיר עָזִיז , арабский دير عزيز , что означает монастырь Азиза) — комплекс исторических построек, относящихся к византийскому, аббасидскому и мамлюкскому периоду, включающий разрушенную синагогу, остатки старых водосборных сооружений и современный бетонный бассейн для источника воды, руины каменных домов древнего поселения.

## Расположение
Дир-Азиз находится примерно в 2 км к юго-востоку от мошава Канаф и расположен на расстоянии 6,5 км от восточного берега озера Кинерет. Синагога была построена в середине склона, на западном берегу реки Канаф. На вершине холма над синагогой находятся остатки каменных жилых и хозяйственных зданий. Ниже по склону от синагоги родниковый источник с останками древних каменных водосборов, современная насосная станция, бетонный бассейн, место для отдыха со скамейками и площадками для палаток в красивом зелёном оазисе.

## Археология
Первый отчёт о синагоге был написан Лоренсом Олифантом, который посетил регион в 1885 году и описал восточный фасад здания, который был музеефицирован и стоял три метра в высоту. Раскопки Дир-Азиза возобновились только после Шестидневной Войны, но израильские исследователи, которые прибыли туда больше не увидели фасада, который, по-видимому, рухнул во время большого землетрясения в 1920 году.
В течение первых раундов раскопок, которые проводились в 1979 году археологом Цви Маозом, было установлено, что синагога была основана в начале шестого века. Довольно точную дату здания выяснили из анализа 532 монет, найденных на раскопках, которые чеканились в период с 425 до 518 н. э., свидетельствовали что населенный пункт из ранее эллинистического периода — возможно, со времен Маккавеев, когда Александр Яннай завоевал Голаны в 81 г. до н. э. И ещё более древнее происхождение места подтверждают остатки 11-го века до н. э. гробницы обнаруженной под фундаментом синагоги, что подтверждает заселение территории Дир-Азиза в течение последних трёх тысяч лет.

## Синагога
Синагога очень хорошо видна на склоне холма. Проходя через небольшой мощеный двор, к восточному входу в синагогу, попадаем в молитвенный зал, разделенный двумя рядами по четыре колонны чёрного базальта на пьедесталах с шарнирными элементами. Северная стена является подпорной, сдерживая грунт холма. С западной стороны имеется два дверных проема, один к бывшей кладовой, что могла бы хранить свитки Торы. Сохранились трех-ступенчатые каменные скамьи, которые расположены со всех внутренних сторон стен, кроме южной.
Отличительной особенностью синагоги в Дир-Азиз является расположение синагогального ковчега вдоль южной (длинной) стены. Такое расположение характерно для синагог на юге Хевронского нагорья, особенно для Сусии и Эштамоа.. В других синагогах на Голанских высотах Ковчег прилегает к западной (короткой) стене, что позволяет верующим располагаться в направлении к Иерусалиму во время молитвы, как того требует Талмуд.
Архитектурное сходство между Дир Азиз и синагогами на юге Хевронского нагорья, а также осколок арки с надписью на греческом «Азиз», совпадающий с названием еврейского поселения Кфар Азиз, позволили производившему раскопки Бену Девиду прийти к предположению, что причиной уникальных особенностей постройки является миграция населения из одного региона в другой. Однако существует и другое объяснение надписи. Азиз — распространённое семитское имя. Вполне возможно, что основатели синагоги выгравировали имя спонсора, который помог им построить его. Также существует возможность что надпись изначально была частью языческой постройки. Синагога служила сообществу, поселение которое занимало площадь около 30 дунамов во времена византийской эпохи.

## Синагога Дир-Азиз. Галерея фото

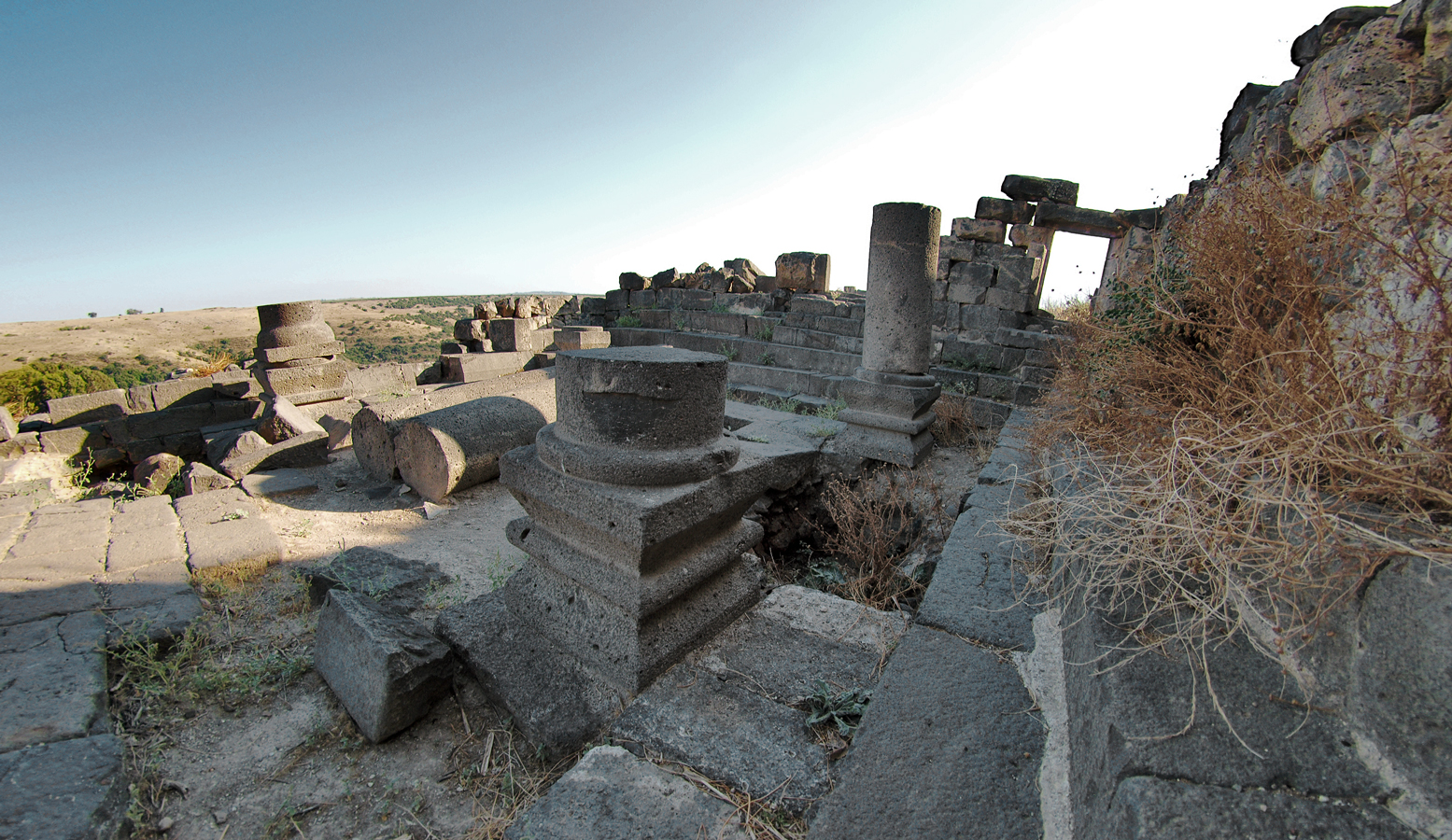
Синагога Дир-Азиз
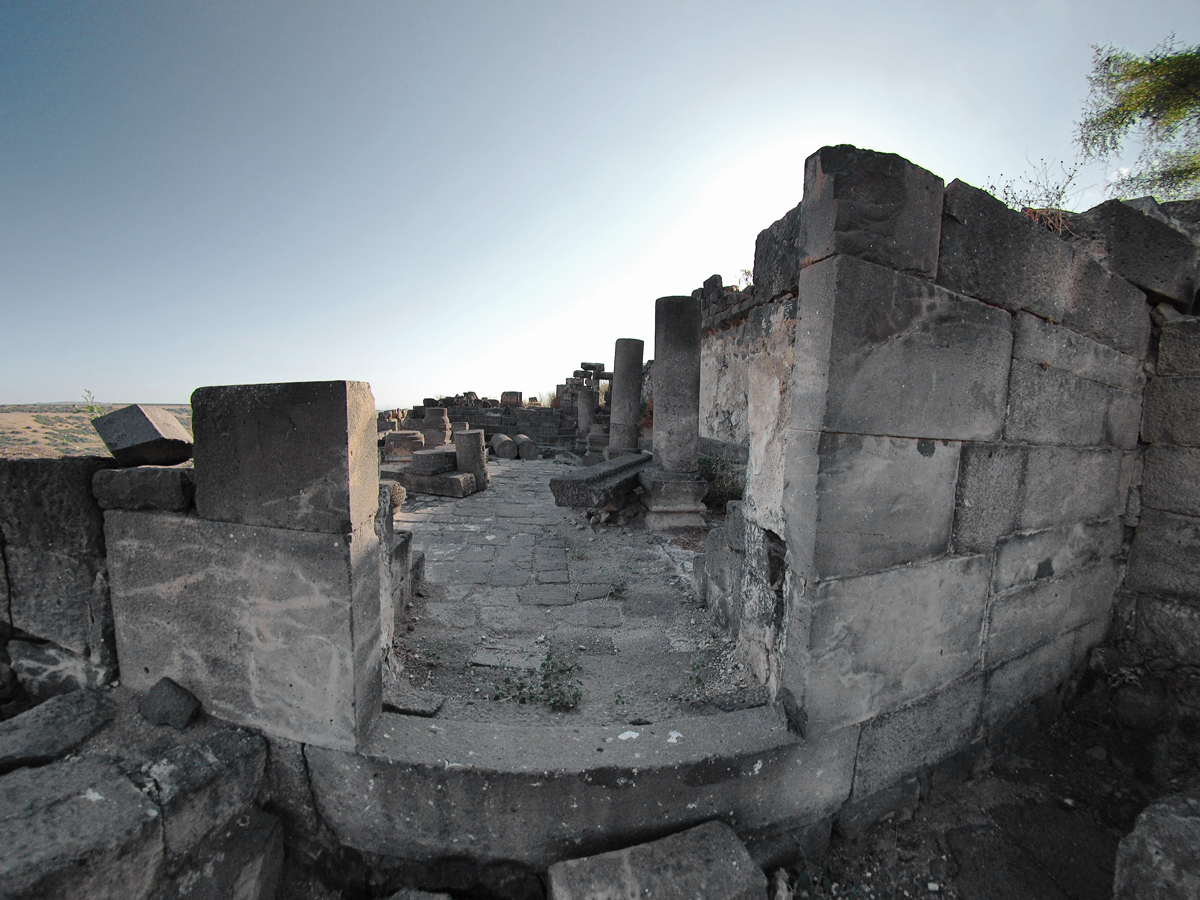
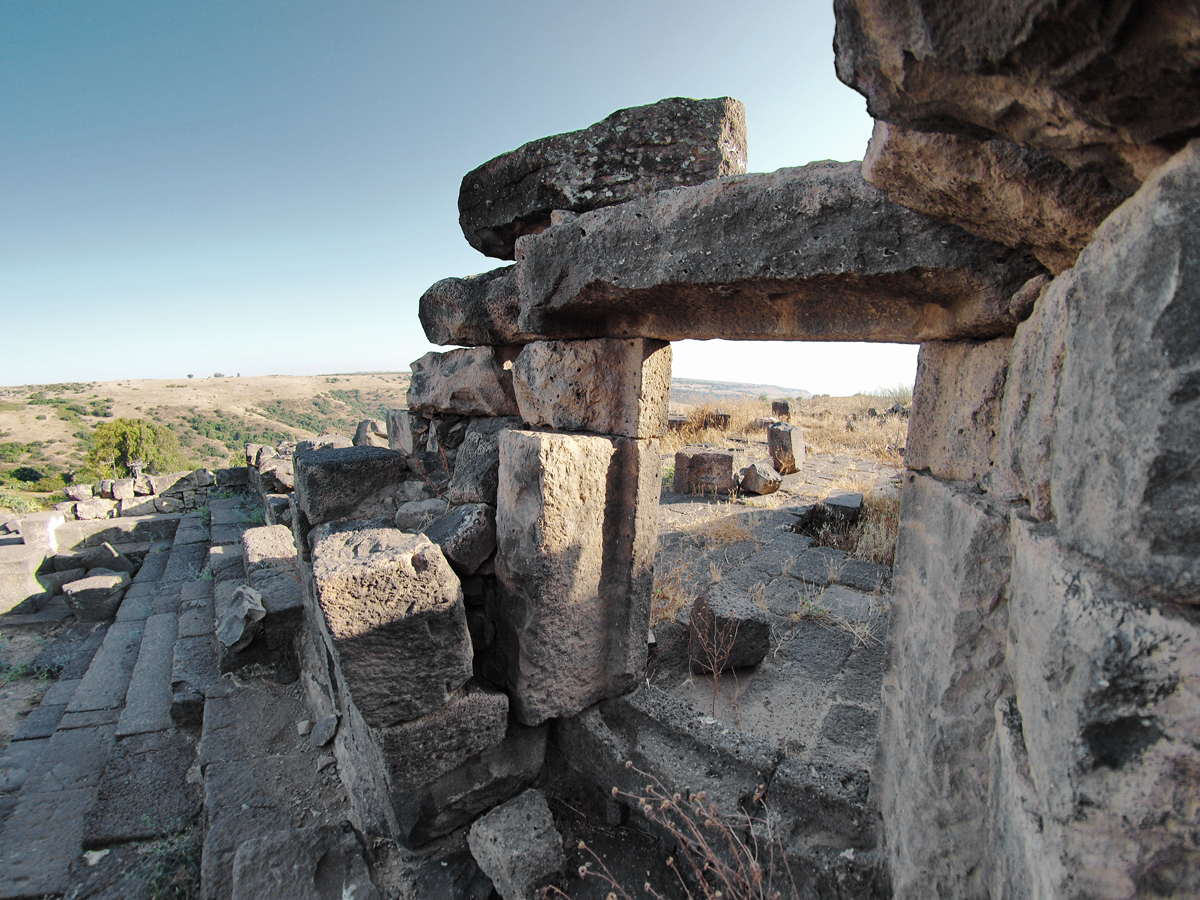
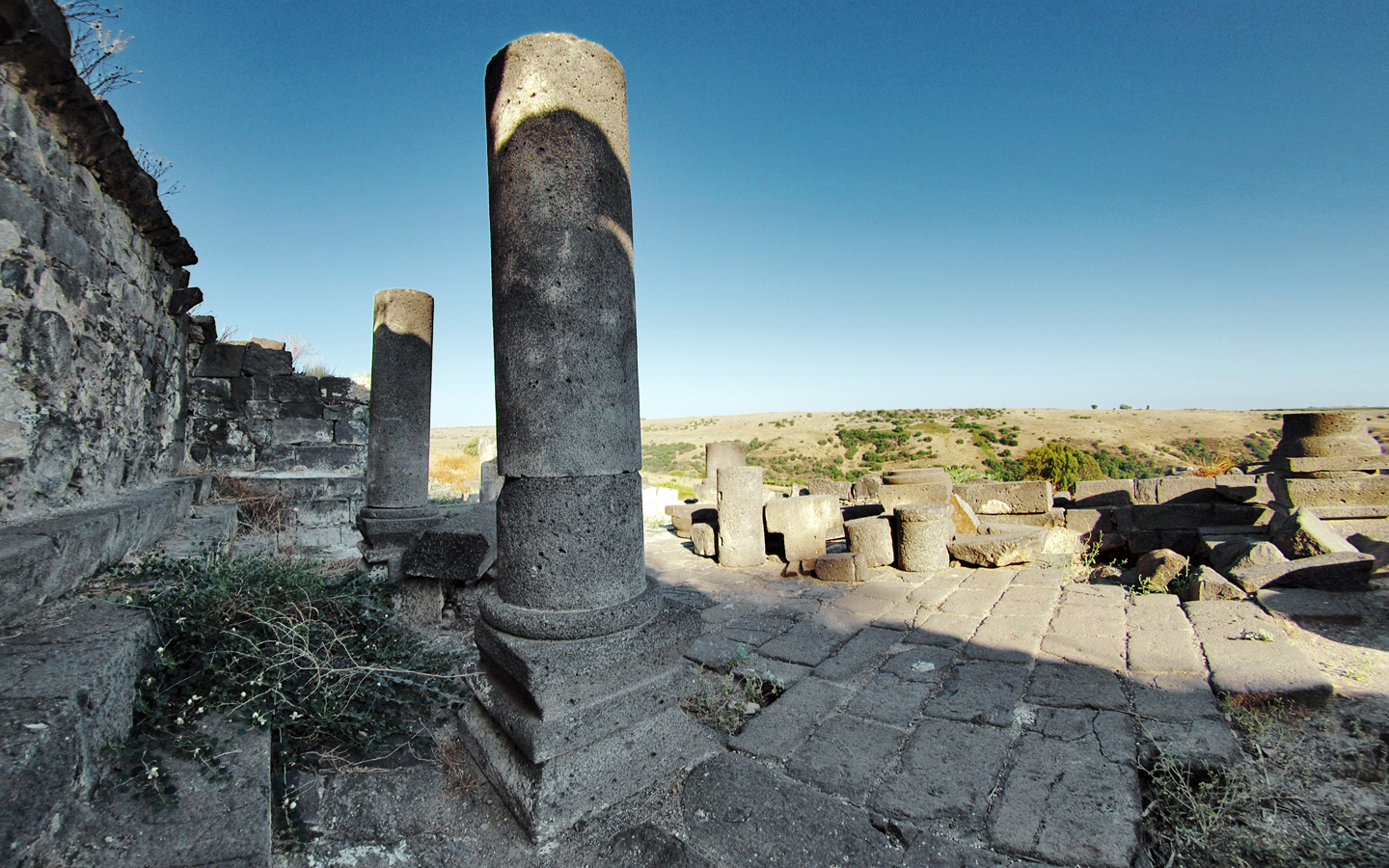
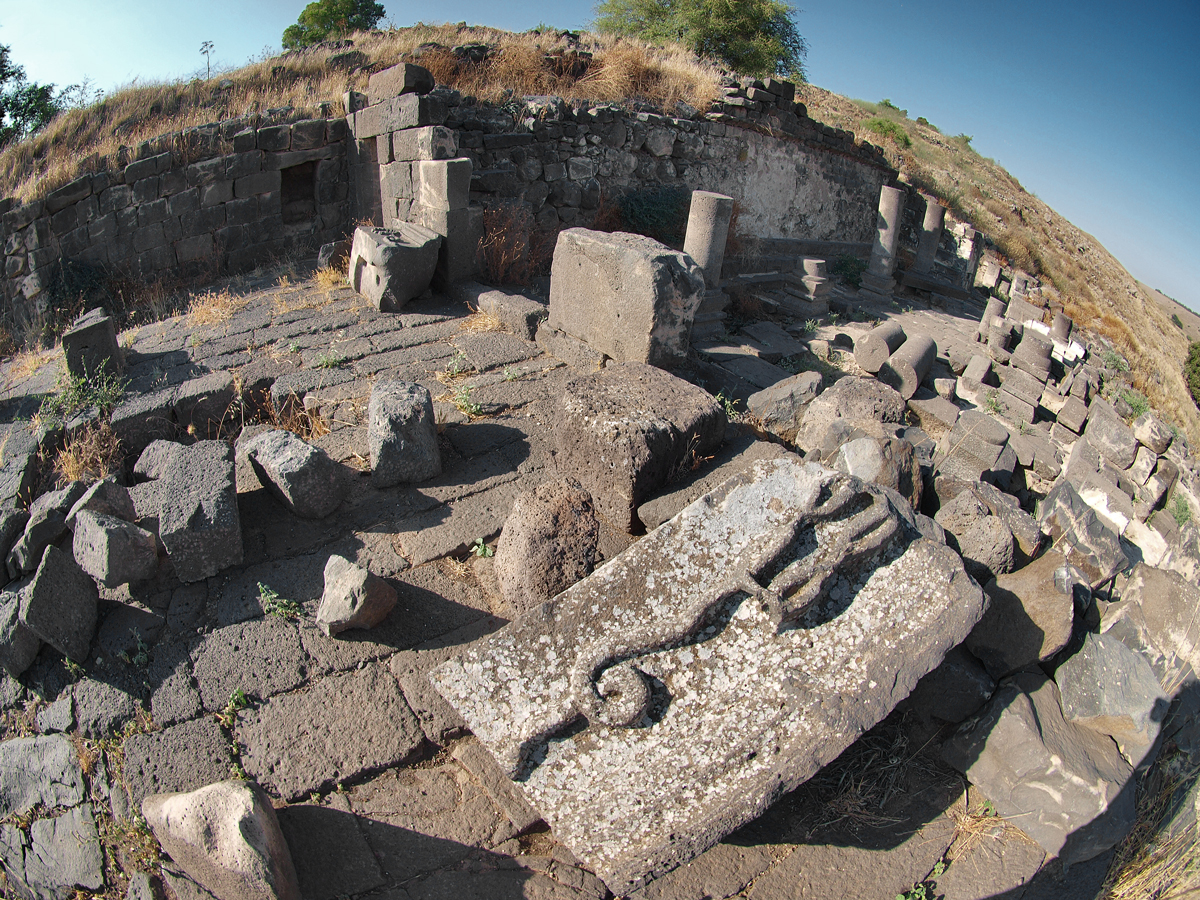
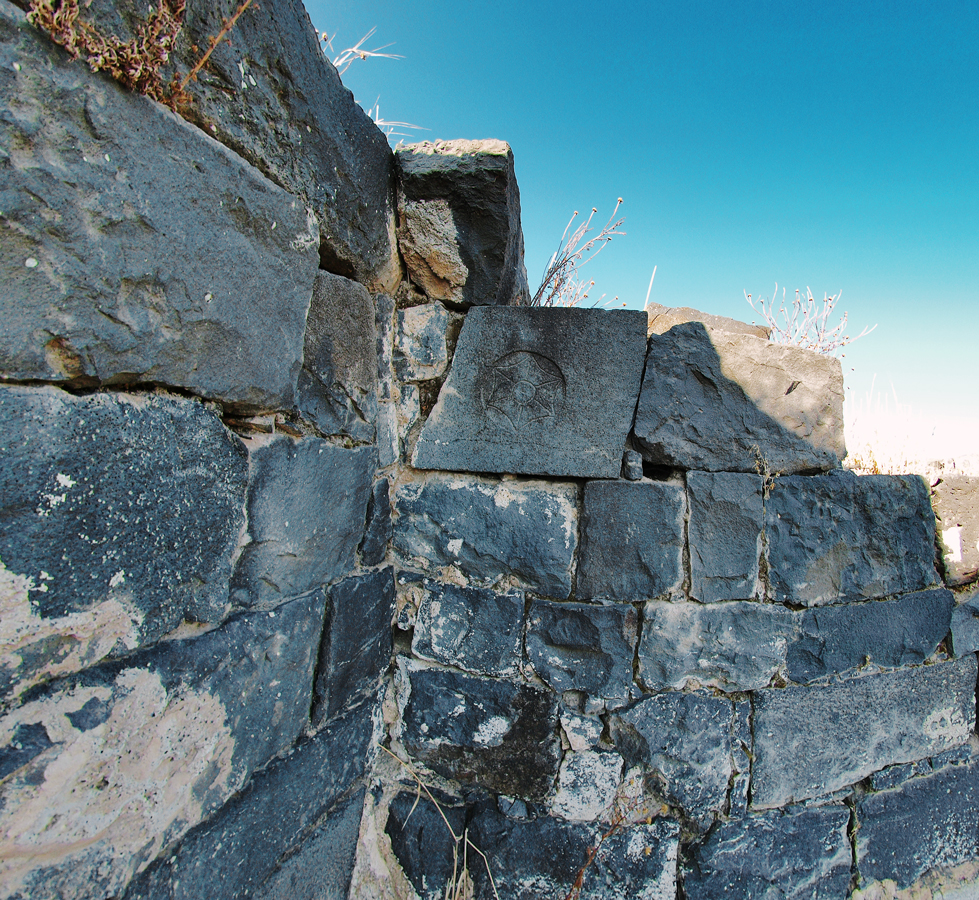
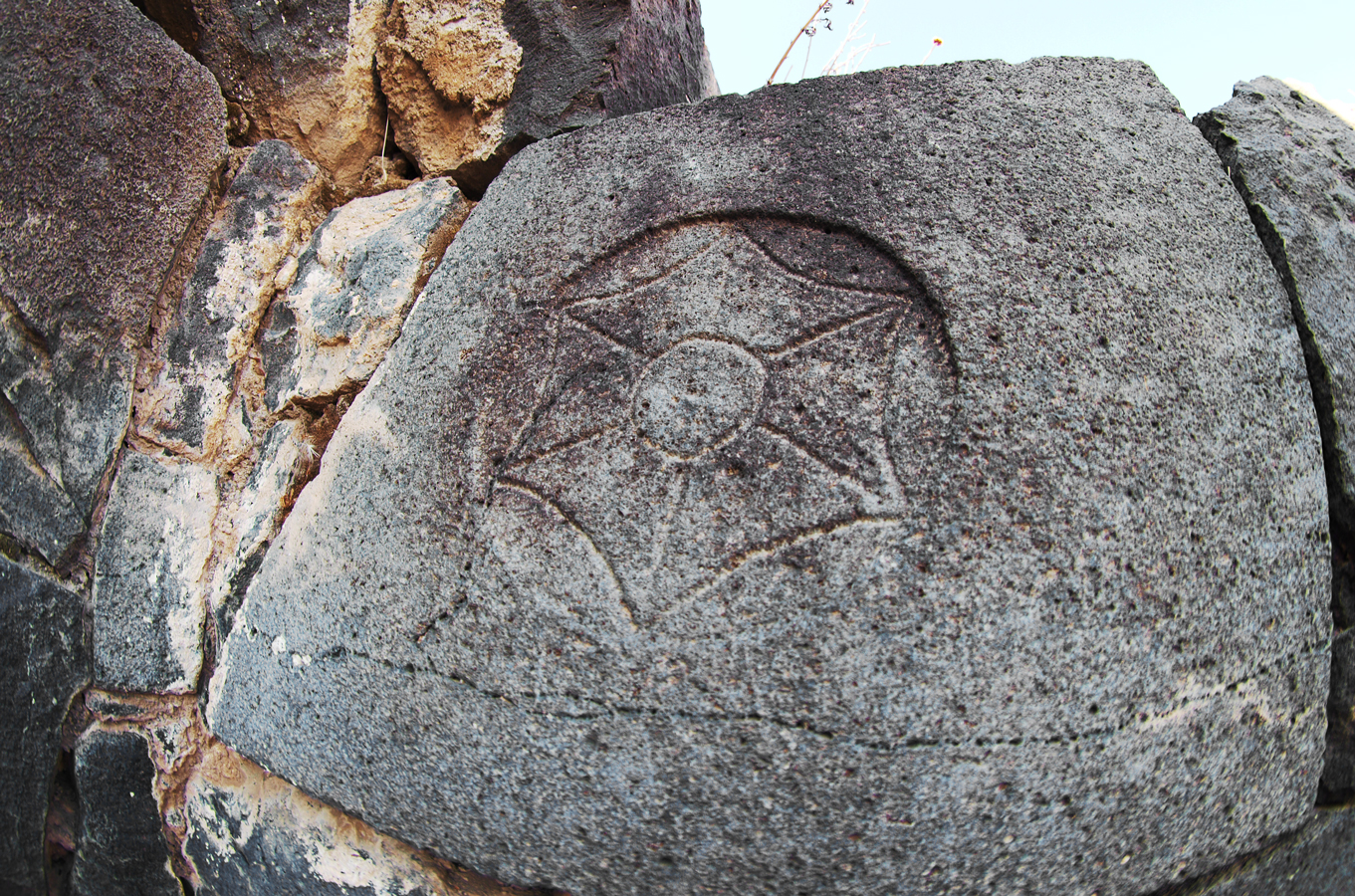
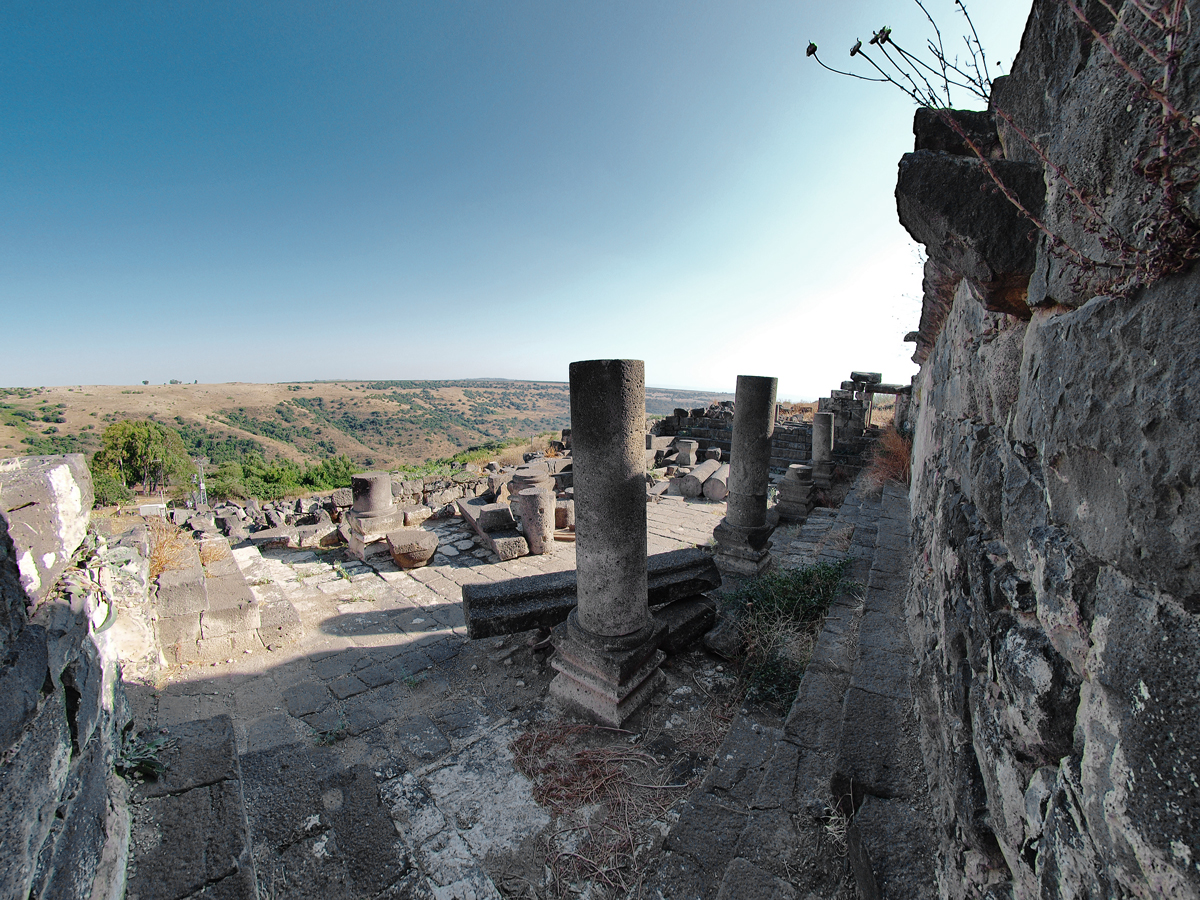

## Поселение
Руины располагаются на территории ныне покинутой сирийской деревни. Шумахер описывал поселение как «маленькую зимнюю деревню около Вади Дир Азиз, состоящую из десяти хижин».
Существует свидетельство наличия древних построек еврейской деревни в районе расположения синагоги. После разрушений, возможно, в результате землетрясения, поселок был восстановлен в конце византийского периода. Позже появились жилища мамлюков в османском периоде, которые также построены рядом с синагогой, а в девятнадцатом и двадцатом веках в этом месте жили бедуины, которых затем меняют сирийские фермеры.

## Развалины поселения Дир-Азиз. Галерея фото

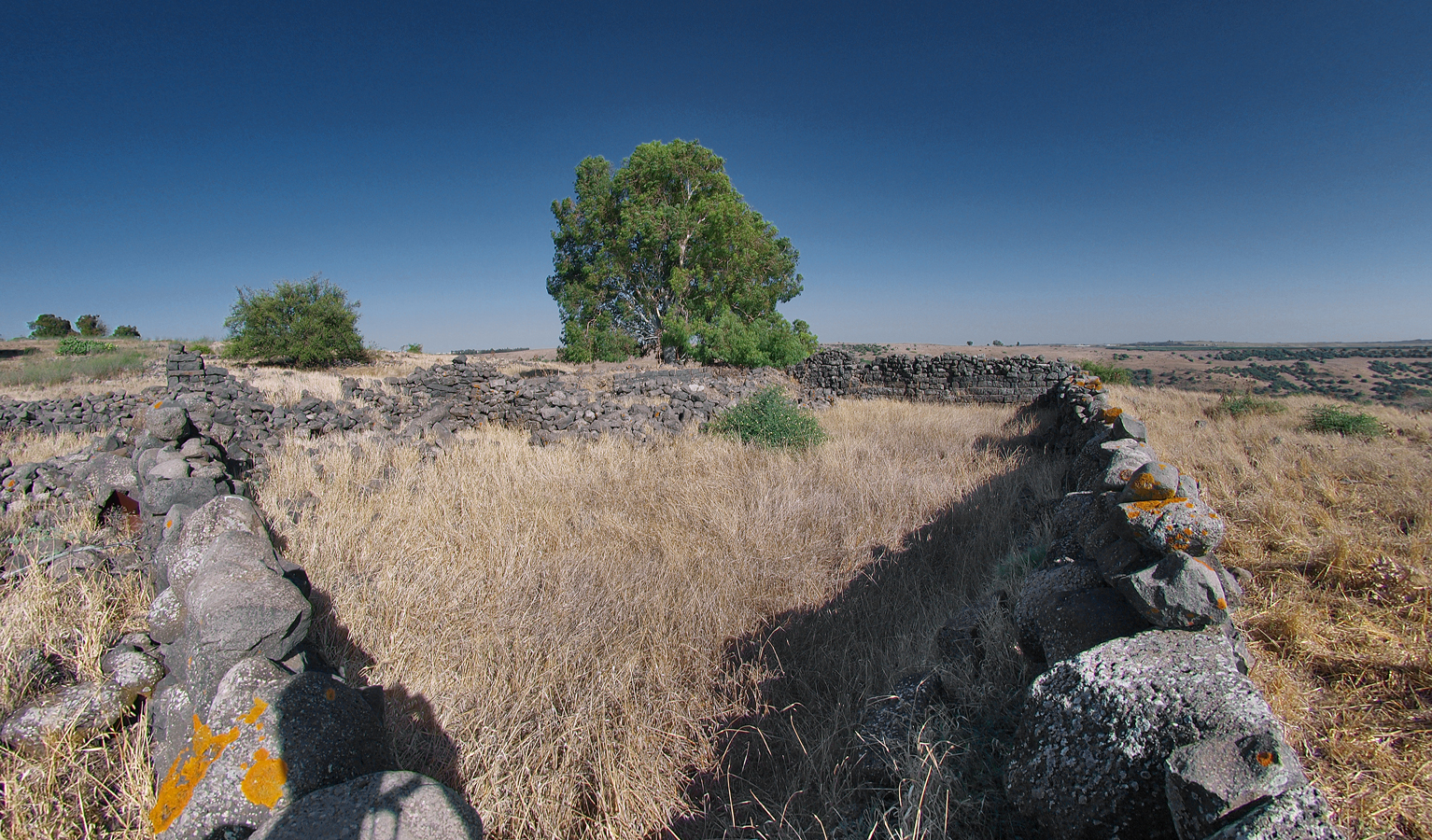
Поселение Дир-Азиз
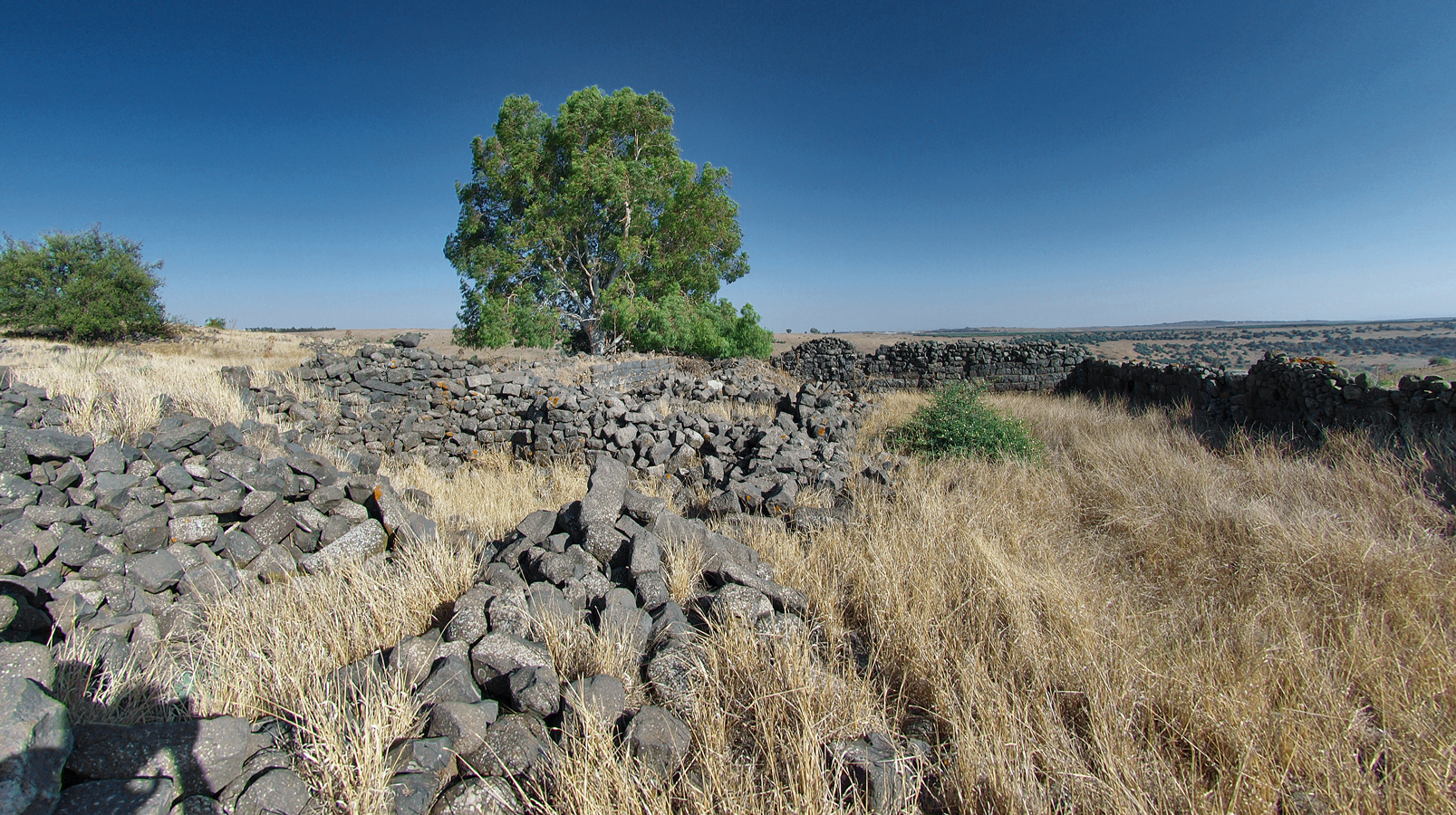

## Источник
Древний источник был обрамлен каменными сводами с жёлобом и корытом для сбора родниковой воды. Водосборные сооружения были разрушены, как и синагога, во время землетрясения.
При раскопках у корыта ниже уровня пола в слое эпохи энеолита были найдены многочисленные фрагменты керамики, датируемые серединой шестого века нашей эры, в том числе чаши, банки и части керамической плитки для пола..
В месте нахождения водосборных каменных конструкций было построено современная насосная станция и бетонный бассейн с собственным названием Эйн-Дир-Азиз (עין דיר עזיז).